# Elina Berglund
Elina Berglund Scherwitzl, född 1984 i Malmö, är en svensk ingenjör och entreprenör som tillsammans med sin man Raoul Scherwitzl har utvecklat appen Natural Cycles. Appen används för att indikera de dagar då en kvinna är mest fertil och kan användas som preventivmedel samt för familjeplanering. Företaget som står bakom Natural Cycles grundade paret tillsammans 2013.
Berglunds mor är förskollärare och hennes far professor i medicin. Hon är utbildad civilingenjör i teknisk fysik vid Lunds tekniska högskola. Berglund genomförde examensarbete och doktorandtjänst på partikelfysiklaboratoriet i Cern i Schweiz och var bland annat del av den stora forskargrupp som upptäcke den så kallade Higgspartikeln.
Inom företaget är hon ansvarig för forskning och utveckling medan maken är VD. Familjen är bosatt i New York.
År 2019 var Berglund finalist i Svenska Dagbladets Affärsbragd. Hon har även listats på Forbes listor "The World's Top 50 Women in Tech 2018" och "Europe's Top 50 Women in Tech 2018".